# 1992 en football
Cet article présente les faits marquants de l'année 1992 en football.

## Janvier
- 26 janvier : la Côte d'Ivoire remporte la Coupe d'Afrique des nations (CAN) en battant le Ghana aux tirs au but en finale. La Nigeria se classe 3e en battant le Cameroun.
  - Article détaillé : Coupe d'Afrique des nations de football 1992

## Février
- 5 février : Kevin Keegan devient le nouvel entraîneur de Newcastle. Il succède à Osvaldo Ardiles.
- 26 février : première sélection en équipe du Brésil pour Roberto Carlos lors du match amical Brésil - États-Unis.

## Mars
- 7 mars, Championnat d'Espagne : au Camp Nou, le FC Barcelone et le Real Madrid font match nul un but partout.

## Avril
- 25 avril : l’Olympique de Marseille est sacré champion de France.
  - Article détaillé : Championnat de France de football 1991-1992
- 29 avril : l'Ukraine dispute son premier match international et s'incline sur le score de 1-3 face à la Hongrie.

## Mai
- 5 mai, Drame de Furiani : effondrement d’une tribune du stade de Furiani à Bastia ; 18 morts et 2 500 blessés.
- 6 mai : le Werder Brême remporte la Coupe d'Europe des vainqueurs de coupe.
  - Article détaillé : Coupe d'Europe des vainqueurs de coupe 1991-1992
- 8 mai : pour la première fois de l'histoire, la FFF décide de ne pas attribuer de vainqueur à la Coupe de France édition 1992 à la suite du drame de Furiani.
  - Article détaillé : Coupe de France de football 1991-1992
- 13 mai : l'Ajax Amsterdam remporte la Coupe de l'UEFA en battant le Torino Football Club en finale. C'est la première Coupe de l'UEFA remportée par l'Ajax.
  - Article détaillé : Coupe UEFA 1991-1992
- 20 mai : le FC Barcelone remporte la Coupe des clubs champions européens face à l'UC Sampdoria Gênes sur le score de 1 - 0. Il s'agit du premier titre dans cette compétition pour le club catalan.
  - Article détaillé : Coupe des clubs champions européens 1991-1992

## Juin
- 26 juin : l'équipe du Danemark crée la surprise en remportant le Championnat d'Europe de football. Les danois battent l'Allemagne 2-0 en finale. Ils ne devaient pourtant leur présence en Suède qu'à l'exclusion de la Yougoslavie pour motifs politiques.
  - Article détaillé : Championnat d'Europe de football 1992

## Juillet
- 1er juillet : fondation du FC Copenhague par fusion du KB Copenhague et du B 1903 Copenhague.
- 2 juillet : la FIFA confie à la France l'organisation du Mondial 1998.

## Septembre
- 5 septembre, Championnat d'Espagne : au Camp Nou, le FC Barcelone s'impose 2-1 sur le Real Madrid.
- 9 septembre : très large victoire de l'équipe de Norvège face à l'équipe de Saint-Marin. Le score est sans appel : 10 - 0 ! Cette défaite constitue un record pour les saint-marinais.

## Octobre
- 14 octobre : Marco van Basten fait sa dernière apparition sous le maillot des Pays-Bas lors d'un match face à la Pologne.

## Décembre
- 14 décembre : le Wydad de Casablanca remporte la Coupe d'Afrique des clubs champions.
  - Article détaillé : Coupe des clubs champions africains 1992

## Naissances
Plus d'informations : Liste d'acteurs du football nés en 1992.
- 1er janvier : Jack Wilshere , milieu central
- 3 janvier : Jon Aurtenetxe , arrière latéral
- 4 janvier : Alexander N'Doumbou, milieu offensif
- 7 janvier : Dudu , milieu offensif
- 8 janvier : Koke , milieu défensif
- 10 janvier :
  - Christian Atsu , attaquant
  - Emmanuel Frimpong , milieu défensif
- 12 janvier : 
  - Ishak Belfodil , attaquant
  - Samuele Longo , attaquant
- 22 janvier : Benjamin Jeannot , attaquant
- 28 janvier : Oussama Haddadi , arrière gauche
- 5 février : Neymar , attaquant
- 6 février : Wellington Nem , attaquant
- 7 février : Sergi Roberto , milieu central
- 8 février : 
  - Carl Jenkinson , arrière latéral
  - Bruno Martins Indi , arrière latéral
- 14 février : Christian Eriksen , milieu offensif
- 16 février : Nicolai Boilesen , défenseur central
- 21 février : Phil Jones , défenseur central
- 22 février : Alexander Merkel , milieu offensif
- 23 février : Kyriákos Papadópoulos , défenseur central
- 26 février : Saphir Taider , milieu relayeur
- 27 février : Jonjo Shelvey , milieu offensif
- 1er mars : Édouard Mendy , gardien de but
- 4 mars :
  - Erik Lamela , milieu offensif
  - Bernd Leno , gardien de but
- 12 mars : Jordan Ferri , milieu central
- 27 mars : 
  - Marc Muniesa , défenseur central
  - Pedro Obiang , milieu central
- 10 avril : Sadio Mané , attaquant
- 14 avril : Frederik Sørensen , arrière latéral
- 15 avril : John Guidetti , attaquant
- 17 avril : Shkodran Mustafi , défenseur central
- 21 avril : Isco , milieu offensif
- 30 avril : Marc-André ter Stegen , gardien de but
- 9 mai : Rachid Ghezzal , ailier
- 11 mai : Thibaut Courtois , gardien de but
- 19 mai : Ola John , milieu central
- 20 mai : Václav Kadlec , attaquant
- 3 juin : Mario Götze , milieu offensif
- 12 juin : Philippe Coutinho , milieu offensif
- 15 juin : Mohamed Salah , ailier
- 24 juin : David Alaba , arrière latéral
- 26 juin : Joel Campbell , attaquant
- 8 juillet : Son Heung-min , ailier
- 11 juillet : Mohamed El Nenny , milieu offensif
- 27 juillet : Naïm Sliti , milieu central
- 29 juillet : Djibril Sidibé , défenseur
- 9 août : Sofiane Bendebka , milieu défensif
- 13 août : Lucas Moura , milieu offensif
- 12 septembre : Giannelli Imbula , milieu défensif
- 27 septembre : 
  - Luc Castaignos , attaquant
  - Granit Xhaka , milieu central
- 28 septembre : Ignasi Miquel , défenseur central
- 10 octobre : Jano Ananidze , milieu central
- 14 octobre : Ahmed Musa , attaquant
- 23 octobre : Álvaro Morata , attaquant
- 27 octobre : Stephan El Shaarawy , attaquant
- 5 novembre : Marco Verratti , milieu central
- 8 décembre : Moritz Leitner , milieu central
- 14 décembre : Ryo Miyaichi , ailier
- 19 décembre : Iker Muniain , ailier
- 20 décembre : Loïs Diony , attaquant
- 12 mai : Erik Durm , défenseur
- 7 avril : William Carvalho , milieu central
- 20 octobre : Mattia De Sciglio , arrière droit
- 10 novembre : Mattia Perin , gardien de but
- 16 novembre : Marcelo Brozović , milieu relayeur
- 10 janvier : Sime Vrsaljko , arrière droit
- 25 août : Ricardo Rodriguez , arrière gauche
- 22 février : Haris Seferovic , attaquant
- 8 août : Josip Drmić , attaquant
- 14 janvier : Robbie Brady , milieu central
- 25 mai : Jón Daoi Böovarsson , ailier droit
- 5 février : Stefan de Vrij , défenseur central
- 3 mars : Fernando , milieu défensif
- 8 septembre : Bernard , milieu offensif
- 14 mars : Youcef Belaïli , meneur de jeu
- 19 mai : Mehdi Zeffane , arrière latéral
- 6 août : Mehdi Abeid , milieu offensif
- 18 mars : Ferjani Sassi , milieu relayeur
- 15 décembre : Jesse Lingard , ailier
- 16 décembre : Tom Rogić , milieu offensif
- 22 janvier : Vincent Aboubakar , attaquant

## Principaux décès
Plus d'informations : Liste d'acteurs du football morts en 1992.
- 1er janvier : décès à 74 ans de Henri Cammarata, joueur français[1].
- 31 janvier : décès à 44 ans d'István Sárközi, joueur hongrois ayant remporté la médaille d'or aux Jeux olympiques 1968.
- 24 février : décès à 87 ans de Ljubo Benčić, international yougoslave ayant remporté 2 Championnat de Yougoslavie devenu entraîneur.
- 27 février : décès à 49 ans de György Nagy, joueur hongrois ayant remporté la médaille d'or aux Jeux olympiques 1964 et la Coupe de Hongrie 1964.
- 29 février : décès à 75 ans de Willie Fagan, international écossais ayant remporté le Championnat d'Angleterre 1947 devenu entraîneur.
- 2 mars : décès à 60 ans de Jackie Mudie, international écossais ayant remporté la Coupe d'Angleterre 1953.
- 3 mars : décès à 86 ans de Laurent Henric, international français[2].
- 18 mars : décès à 61 ans de Jack Kelsey, international gallois ayant remporté le Championnat d'Angleterre 1953 et la Coupe d'Angleterre 1950.
- 2 avril : décès à 37 ans de Juanito, international espagnol aynt remporté 5 Championnat d'Espagne et 2 Coupe d'Espagne devenu entraîneur.
- 5 avril : décès à 35 ans d'Albert Nelson, joueur français[3].
- 7 mai : décès à 42 ans de Kiril Stankov, international bulgare ayant remporté la médialle d'argent aux Jeux olympiques 1968, 6 Championnat de Bulgarie et 4 Coupe de Bulgarie.
- 10 mai : décès à 88 ans de Werner Nilsen, international américain.
- 17 mai : décès à 47 ans de Robert Blanc, joueur français[4].
- 29 mai : décès à 65 ans de Nils-Åke Sandell, international suédois ayant remporté la médaille de brinze aux Jeux olympiques 1952, le Championnat de Suède 1953 et la Coupe de Suède 1954.
- 15 juin : décès à 66 ans de Roque Olsen, joueur argentin devenu entraîneur ayant remporté la Coupe des villes de foires 1966.
- 29 juin : décès à 62 ans de François Ludo, international français ayant remporté le Champion de France 1961 et la Coupe de France 1960.
- 4 juillet : décès à 69 ans de Slavko Luštica, international yougoslave ayant remporté la médaille  d'argent aux Jeux olympiques de 1952, 3 championnat de Yougoslavie et le championnat de Croatie 1941 puis comme entraîneur le championnat de Yougoslavie 1971.
- 13 juillet ; décès à 63 ans de Paul Le Dren, joueur français[5].
- 14 août : décès à 90 ans de Russinho, international brésilien.
- 28 août : décès à 97 ans de Salvador Hormeu, joueur espagnol.
- 12 septembre : décès à 89 ans d'Emilio Recoba, international uruguayen ayant remporté la Coupe du monde 1930 et la Copa América 1926.
- 16 septembre : décès à 75 ans de Larbi Ben Barek, international français ayant remporté 6 Championnat du Maroc, 2 Coupe du Maroc et 2 Championnat d'Espagne.
- 9 octobre : décès à 67 ans de René Deniort, joueur puis entraîneur français[6].
- 13 octobre : décès à 66 ans de Jacques Delepaut, joueur français[7].
- 22 octobre : décès à 83 ans d'André Vandeweyer, international belge ayant remporté 3 Championnat de Belgique devenu entraîneur. Il fut également sélectionneur de son pays.
- 30 octobre : décès à 66 ans de Dionizije Dvornić, international yougoslave ayant remporté le Championnat de Yougoslavie 1954 et la Coupe de Yougoslavie 1951.
- 30 octobre : décès à 71 ans de Georges Mérignac, joueur français ayant remporté le Championnat de France 1950.
- 14 novembre : décès à 66 ans d'Ernst Happel, international autrichien ayant remporté 6 Championnat d'Autriche et la Coupe d'Autriche 1946 puis comme entraîneur la Coupe intercontinentale en 1970, 2 Coupe des champions, 3 Championnat d'Autriche, 2 Coupe d'Autriche, le Championnat des Pays-Bas en 1971, 3 Championnat de Belgique, 2 Coupe de Belgique, 2 Championnat d'Allemagne, la Coupe d'Allemagne en 1987. Il fut également sélectionneur de son pays.
- 4 décembre : décès à 49 ans de Yancho Dimitrov, international bulgare ayant remporté la médaille d'argent aux Jeux olympiques 1968.
- 20 décembre : décès à 20 ans de Frédéric Johansen, joueur français[8].
- 21 décembre : décès à 28 ans de Saar N'Gor, international sénégalais ayant remporté la Coupe du Sénégal 1986.
- 22 décembre : décès à 70 ans de Louis Wouters, joueur belge.